# Черпак, Николай Тимофеевич
Николай Тимофеевич Черпак — украинский учёный из города Харькова, специализирующийся в направлении радиофизики миллиметрових волн, доктор физико-математических наук, профессор.

## Биография
Николай Тимофеевич Черпак родился 19 декабря 1939 года в г. Новомосковск Днепропетровской области. После окончания семи классов средней общеобразовательной школы пошёл учиться в Днепропетровский индустриальный техникум, в котором приобрёл навыки по специальности «Металлургичесткое производство» в 1958 году. Свою трудовую деятельность он начал на Днепровском металлургическом заводе им. Ф. Э. Дзержинского в качестве техника бригады доменного технологического цеха. Однако в скором времени упорное стремление и влекущая тяга к знаниям не дали отступить, поэтому в 1960 году он поступил в Леннинградский политехнический институт им. М. Калинина на факультет Радио-электроники, и в 1966 году окончил его с отличием по специальности «Радиофизика и электроника».
Занятия исследовательской работой на кафедре во время учёбы в Институте позволили определиться с направлением дальнейших научных исследований. В 1966 году Н. Т. Черпак по распределению поступил на работу в ИРЭ АН Украины. В этом же году он был принят в аспирантуру где и продолжил свою научную деятельность, занимаясь разработкой и исследованием квантовых парамагнитных усилителей (КПУ) сантиметрового диапазона. Полученные результаты исследований в области квантовой рафиофизики легли в основу его кандидатской диссертации, которая была успешно защищена в 1970 году. Постоянный научный поиск, сопровождающийся новыми научными открытиями, с возглавляемой им группой, позволил Н. Т. Черпаку открыть, исследовать и разработать КПУ бегущей волны миллиметрового диапазона длин волн с широкой полосой усиления, который был успешно испытан в г. Нижний Новгород на РТ-25х2 радиотелескопе. Полученные данные результатов проведенных испытаний легли в основу Докторской диссертации, которую он успешно защитил в 1987 году. Н. Т. Черпак стал первооткрывателем нового направления в исследованиях высокотемпературной сверхпроводимости (ВТСП), что стало началом новой научной деятельности ИРЭ АН Украины. Непрерывная кропотливая работа в этом направлении принесла важные результаты, которые получили признание как на Украине, так и за рубежом. Благодаря представленным экспериментам и работам в 1999 году Н. Т. Черпаку присваивается звание профессора, а также за большой цикл научно-исследовательских работ в направлении микроволновой электродинамике ВТСП, вместе с коллегами Президиум НАН Украины присудил премию им. И. Пулюя в области экспериментальной физики.
В 2013 году была присуждена стипендия Харьковской ОГА в области физики и астрономии им. К. Д. Синельникова для выдающихся ученых. Так же, в 2015 году была присвоена премия им. Л. В. Шубникова за уникальные научные работы в сфере экспериментальный физики, а именно в направлении физики низких температур. В настоящее время Н. Т. Черпак и его группа продолжают исследования в области микроволновых свойств ВТСП. В частности, более подробно изучаются создания и применения єлектродинамических моделей микроволновых структур, предназначеніх как для использования самих ВТСП, так и для применения в различных радиофизических системах. Многочисленные успешно решённые задачи были разрешены в плодотворном и тесном взаимодействии с учеными из стран Китая, Великобритании, Германии, США и др. За время работы в ИРЭ АН Украины Н. Т. Черпаком в соавторстве с коллегами было опубликовано более 400 научных работ в отечественных и зарубежных журналах, получено более 20 уникальных авторских свидетельств и патентов на изобретения, в их числе есть два патента совместно с США. Николай Тимофеевич — автор монографии «Квантовые парамагнитные усилители распределенного типа в миллиметровом диапазоне волн» (1996 год), соавтор монографии «Квазиоптические твердотельные резонаторы» (2008 год) и русско-украинского словаря по радиотехнике, радиоэлектронике и радиофизике (2006 год).
Н. Т. Черпак уделяет большую часть времени педагогической и воспитательной деятельности по спецкурсу «Низкотемпературная электроника» в таких университетах, как ХНТУ «ХПИ» и ХНУРЭ. Он входит в состав учёного совета Института, специализированного совета по защите диссертаций в ХНУРЭ. Под его руководством были подготовлены и представлены диссертации семи человек, которые успешно продолжают развивать научную деятельность в институте и за рубежом (Великобритания, Китай, Германия, Италия, Португалия). Н. Т. Черпак является активным участником международных научных форумов, членом научных обществ Інститут Інженерів з Електротехніки та Електроніки (IEEE) і ESAS, та членом програмного комітету від Європейськоі Мікрохвильової Конференціі (EuMC), Європейськоі Мікрохвильової Ассоціації (European Microwave Association, EuMA) та MSMW.